# Baiami tegenarioides
Baiami tegenarioides là một loài nhện trong họ Stiphidiidae.
Loài này thuộc chi Baiami. Baiami tegenarioides được Eugène Simon miêu tả năm 1908.